# As Suways
 As-Suwais  (arabisk: محافظة الس, muḥāfaẓat as-suwais er et guvernment i Egypten med 510.935 indbyggere. Det ligger i Suez-kanalen-zonen.
Det grænser op til Ismaili-guvernementet mod nord, Shimal Sinai og Syd Sinai-guvernementet mod øst, Bahr al-Ahmar-guvernementet mod syd og Kairo og Giza-guvernementet mod vest. Det administrative center er byen Suez.